# Lucy Quinn
Lucy Quinn (Southampton, 29 september 1993) is een Iers voetbalster die als aanvalster speelt. Ze speelt anno 2022 voor Birmingham City. In 2021 debuteerde ze in het Ierse nationale vrouwenelftal.

## Clubcarrière
Quinn tekende in de zomer van 2016 bij FA Women's Soccer League 2 bij Yeovil Town. Ze scoorde haar eerste doelpunt voor de club tijdens haar debuut, een 1-1 gelijkspel tegen Sheffield.
In september 2017 werd bekend dat Quinn had getekend bij Birmingham City. Tijdens een wedstrijd tegen voormalig Engels kampioen Manchester City scoorde ze het openingsdoelpunt om Birmingham binnen de eerste tien minuten op een 1-0 voorsprong te tillen. 